# Jaromír Paciorek
Jaromír Paciorek (Kroměříž, Checoslovaquia; 11 de julio de 1979 – República Checa; 23 de abril de 2025) fue un futbolista checo que jugó en la posición de centrocampista.

## Equipos
| Periodo   | Club                       |
| --------- | -------------------------- |
| 1996–1997 | Feyenoord                  |
| 1997–1998 | SBV Excelsior              |
| 1998–2000 | Fortuna Sittard            |
| 2001–2002 | 1. FC Brno                 |
| 2002–2005 | SK Hanácká Slavia Kroměříž |
| 2006–2009 | Spartak Hulín              |
| 2009–2011 | SK Eggenburg               |
| 2011–2012 | Tescoma Zlín               |

## Logros
- MSFL (1): 2003/04